# Laurine Daquin
Pour les articles homonymes, voir Daquin.

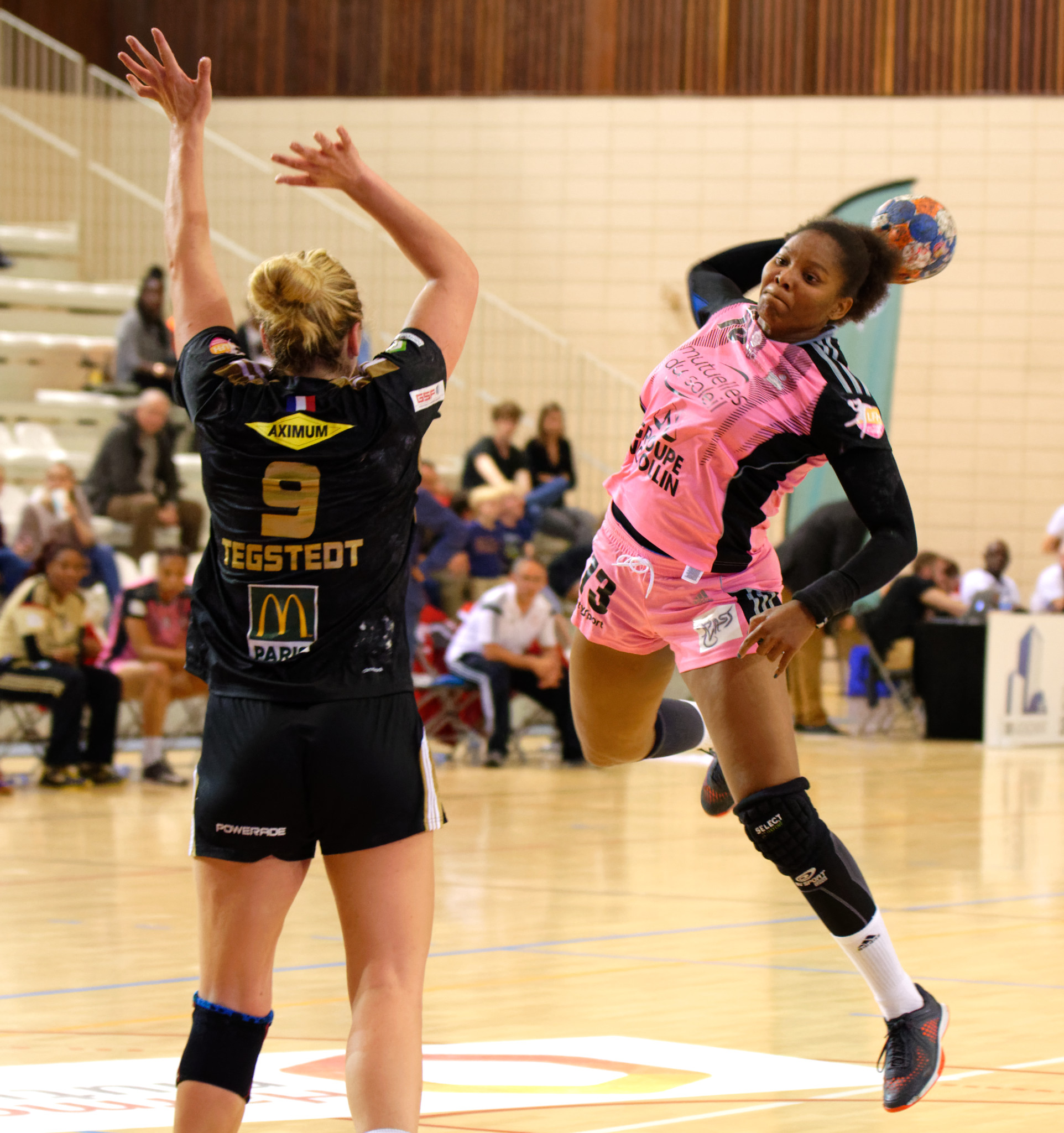
Laurine Daquin au tir avec Nice en 2016.

Laurine Daquin, née le 13 janvier 1991 à Schœlcher en Martinique, est une joueuse de handball française évoluant au poste d'arrière droite .

## Biographie
Formée à Dijon, elle participe en mai 2013 à la finale de la coupe de France. Malgré ses onze buts marqués, Dijon s'incline face à Metz. Dans la foulée, elle est appelée en équipe de France mais contrairement à sa coéquipière Béatrice Edwige, ne participe pas aux deux rencontres face aux Croates.
Elle rejoint Nice pour la saison 2013-2014.
Pour la saison 2016-2017, après trois saisons à Nice, elle s'engage avec Fleury Loiret Handball.
Après son passage en Suède, elle décide de rejoindre le Mérignac Handball, tout récemment Champion de France D2F 2018, pour deux saisons (2018/2020).
Fin 2018, Laurine Daquin et vingt-six autres joueuses ne sont pas autorisées par l'IHF pour participer au Championnat d'Afrique des nations 2018, faute de remplir les critères de sélection pour jouer pour le Congo.

## Palmarès
compétitions nationales
- finaliste de la coupe de France en 2013 (avec Cercle Dijon Bourgogne)
- finaliste de la coupe de la Ligue en 2016 (avec Fleury Loiret Handball)
- championne de France de D2 en 2019 (avec Mérignac Handball)